# 戈爾尼格勒
戈爾尼格勒（發音：[ˈɡoːɾnji ˈɡɾaːt] ⓘ），是斯洛維尼亞戈爾尼格勒市鎮的最大聚居地及行政中心。傳統上，當地屬於下施蒂利亞地區，如今已被納入薩維尼亞統計區。

## 教堂
戈爾尼格勒的巴洛克風格堂區教堂是獻給聖赫爾瑪格拉斯與弗圖納圖斯。它是一座主教教堂，其耳堂上有一個圓頂，裡面有18世紀的祭壇畫和盧布爾雅那第一批主教的墳墓。
第二座教堂位於聚居地北部，周圍環繞著墓地，是獻給抹大拉的馬利亞。它有一個長方形的中殿，南牆上有一座鐘樓和對稱的小教堂。北端的多邊形聖壇在三邊都有圍牆。石雕由 Andrej Cesar 於1869年創作，繪畫由 Tommaso Fantoni 和 Matija Koželj 於1870年創作。

## 外部連結
- Gornji Grad on Geopedia （页面存档备份，存于）